# ملعب كرة السلة

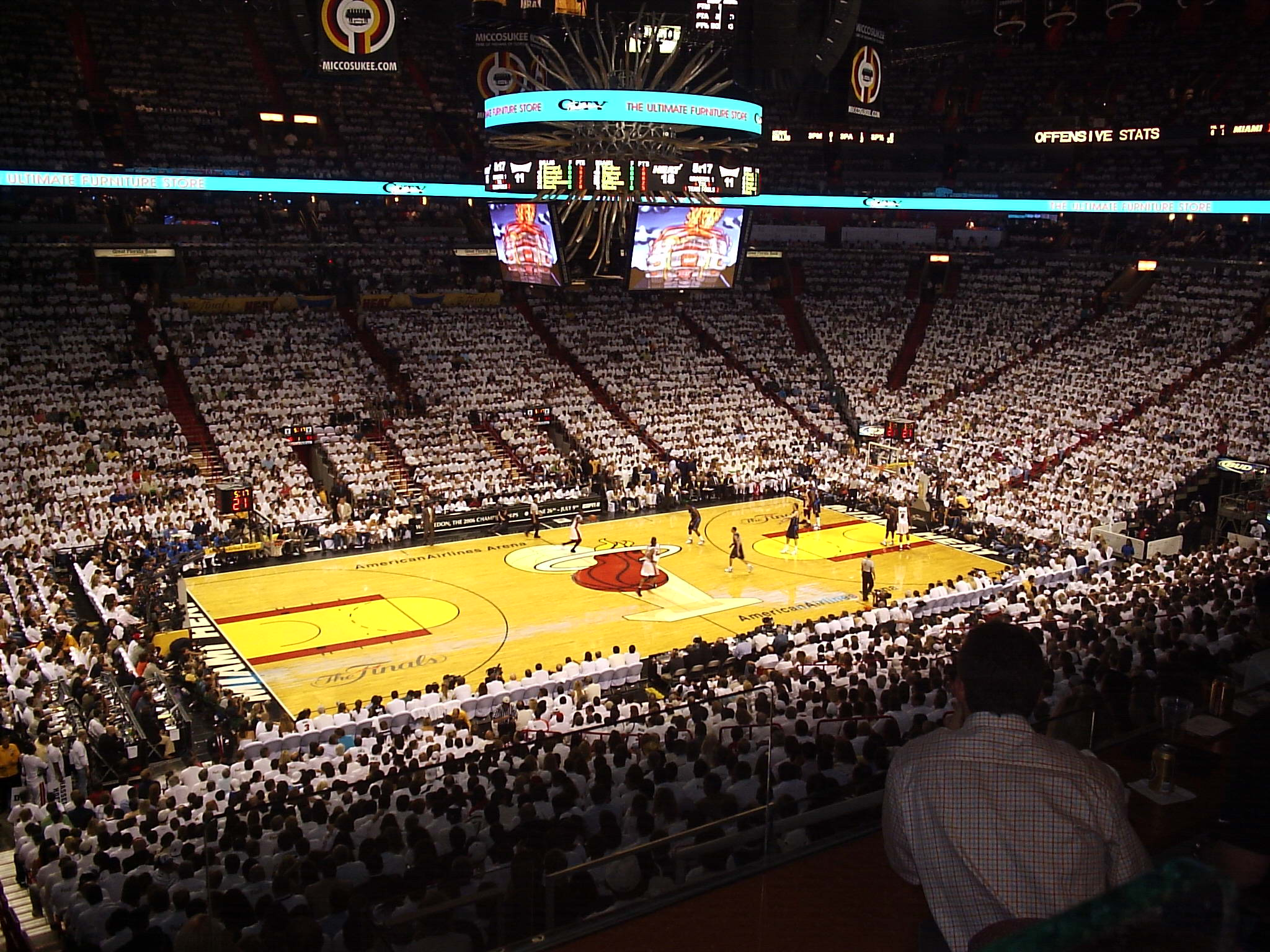

ملعب كرة السلة (Basketball court)، هو مكان مخصص لممارسة اللعبة، والمقاييس المعتمدة والمطابقة للوائح والمواصفات في المباريات الدولية تكون 28 × 15 مترًا (أي حوالي 92 × 49 قدمًا)، و94 × 50 قدمًا (28,65 × 15,24) في دوري الرابطة الوطنية لكرة السلة NBA.وتكون معظم ملاعب كرة السلة مصنوعة من الخشب وخصوصاً الباركية.كما تكون هناك سلة مصنوعة من الصلب تتدلى منها شبكة وهذه السلة مثبتة في لوحة الهدف الخلفية ومعلقة عند جانبي الملعب. وعلى جميع مستويات المسابقات تقريبًا، يكون ارتفاع الحافة العلوية (الإطار المعدني للحلقة التي منها تتعلق الشبكة) عن سطح الملعب 10 أقدام (3.05 مترًا) بالضبط و 4 أقدام (1.2مترًا) من داخل الخط القاعدي.وعلى الرغم من أن الاختلاف يكون ممكنًا في أبعاد الملعب ولوحة الهدف الخلفية، فإنه من الأهمية بمكان أن يكون ارتفاع السلة صحيحًا ومطابقًا للوائح لأن ارتفاع حافة السلة بقليل من البوصات عن الارتفاع القانوني المحدد لها يمكن أن يؤثر سلبًا على عملية التسديد. شكل الكرة التي تستعمل في لعبة السلة كروي لونها برتقالي توجد فيها 4 خطوط.